# Schlacht bei Soissons (1918)
Die Schlacht von Soissons (französisch: Bataille du Soissonnais et de L’Ourcq) vom 18. bis 22. Juli 1918 war Teil der zweiten Schlacht an der Marne und eine entscheidende Kampfhandlung an der Westfront des Ersten Weltkrieges. Dabei konnte ein alliierter Flankenstoß aus dem Wald von Villers-Cotterêts, der in Richtung Soissons von etwa 400 Tanks unterstützt wurde, den Rückzug der deutschen Truppen aus dem Marne-Frontbogen erzwingen.
Die Schlacht wurde zum größten Teil von den Truppen der American Expeditionary Forces unter französischem Oberkommando getragen, welche unter eigenen schweren Verlusten, die letzte große Offensive der Deutschen zum Scheitern brachten. Die militärische Initiative ging nach dieser erfolgreichen Offensive bis Kriegsende vollständig auf die Seite der Entente über. Bei den Amerikanern wurde der Sieg bei Soissons zusammen mit den Kämpfen bei Château-Thierry sofort als Wendepunkt des Krieges hoch stilisiert.

## Vorgeschichte
Ende Mai 1918 begann das deutsche Oberkommando den sogenannten Blücher-Yorck-Angriff über den Chemin des Dames in Richtung zur Marne, welche Paris als auch die Eisenbahnverbindung der französischen Hauptstadt nach Verdun bedrohte. Das Ergebnis dieser dritten Schlacht an der Aisne war ein halbkreisförmiger Frontbogen an der Westfront, die an der Basis 48 Kilometer breit war und sich in einer Tiefe von etwa 40 Kilometer südlich bis nach Chateau-Thierry an die Marne erstreckte. Die Stadt Soissons war dabei am 29. Mai in deutsche Hände gefallen.

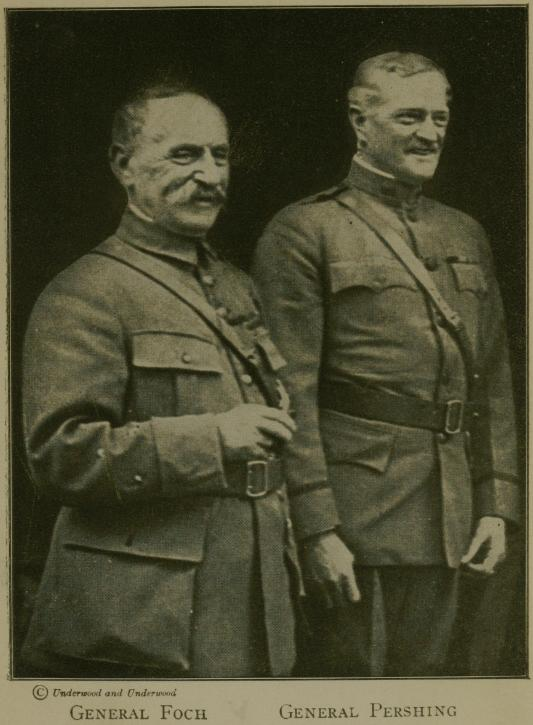
Die alliierten Befehlshaber Foch und Pershing

Am Abend des 30. Mai wenige Tage nach Beginn der deutschen Offensive, traf der Oberbefehlshaber der AEF, General John Pershing in Sarcus ein, um sich mit General Ferdinand Foch, dem Befehlshaber der Groupe d’Armées du Nord, Gegenmaßnahmen zu beraten. Am 1. Juni nahm Pershing an einer Sitzung des Obersten Kriegsrats in Versailles teil. Zwei Wochen später, am 14. Juni schrieb Foch an den Oberbefehlshaber General Philippe Pétain: „Ich habe die Ehre, ihre Aufmerksamkeit auf die Bedeutung des Kommunikationsnetzes bei Soissons zu richten, das für die Versorgung von vier deutschen Divisionen an der Marne-Front verwendet wird und gleichzeitig den einzigen Knotenpunkt aller dem Feind an der Aisne und im Süden davon zur Verfügung stehenden Eisenbahnen darstellt.“ Fochs Brief an Pétain erreichte auch General Charles Emmanuel Mangin. Der Kommandeur der französischen 10. Armee antwortete am 20. Juni mit einem Plan für eine offensive Operation, um das Plateau südwestlich von Soissons zurückzuerobern und erklärte: „Von hier aus könnten die Langstreckengeschütze das Brücken- und Eisenbahnnetz an der Aisne einem intensiven Bombardement aussetzen. Auf den Höhen von Villers-Hélon und nicht in der Tiefebene von Longpont sollte die Zugänge zum Wald von Villers-Cotterêts gesichert werden“.

### Deutsche Streitkräfte

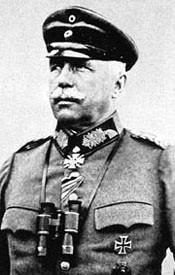
General der Infanterie Johannes von Eben, Oberbefehlshaber der 9. Armee

Am 19. Juni, noch vor Beginn der deutschen Offensive über die Aisne, wurde das deutsche Armeeoberkommando 9 (General der Infanterie Johannes von Eben) von der Ostfront an die Westfront versetzt. Am 23. Juni wurde der 9. Armee der Sektor links von der 18. Armee und rechts von der 7. Armee von Noyon südwärts nach Noroy-sur-Ourcq zugewiesen, der aus deutscher Sicht den rechten Abschnitt des eroberten Frontbogens darstellte. Der 9. Armee waren Anfang Juli in drei Korpsgruppen mit jeweils drei Divisionen zugeteilt:
- Gruppe Woyna (Generalkommando VII. Armee-Korps) mit der 202., 211. und 223. Infanterie-Division
- Gruppe Staabs (Generalkommando XXXIX. Reserve-Korps) mit der 53. Reserve-, bayerischen 11. und 241. Infanterie-Division
- Gruppe Watter (Generalkommando XIII. Armee-Korps) mit der 14. Reserve-Division, 42. und 115. Infanterie-Division

Darüber hinaus wurden vier Divisionen (47. Reserve- 14., 23. und 34. Infanterie-Division) in Armee Reserve gehalten, während eine fünfte Division (28.) als Reserve der Heeresgruppe Deutscher Kronprinz im Abschnitt der 9. Armee stand. Die „Gruppe Staabs“, das XXXIX. Reserve-Korps hatte die bayerische 11. Infanterie-Division am Südufer und die 241. Infanterie-Division am Nordufer der Aisne stehen, die „Gruppe Watter“, das XIII. Korps befand sich südlich davon bis zum Ourcq.
- Nach Süden bis zum Ourcq deckte als rechter Flügel der 7. Armee die Gruppe Winckler (Gen. Kdo. XXV. Reserve-Korps) mit der 40. Infanterie-Division, 78. Reserve- und bayerische 10. Infanterie-Division.

Die deutsche Luftaufklärung wies General von Eben darauf hin, dass alliierte Infanterie-Kolonnen ausgemacht wurden, die sich von Taillefontaine nach Osten bewegten. Am Abend des 11. Juli befahl er für die 9. Armee die wichtigen Punkte der Stellungen bei Pernant, auf der Beaurepaire Farm westlich von Villers-Hélon und auf den Hügeln von Chouy zu verstärken. Eine zweite Widerstandslinie mit Konzentration bei Saconin-et-Breuil, Chaudun, Vierzy und am Westrand des Bois de Mauloy im Raum St. Rémy-Blanzy-lès-Fismes sollte vorbereitet werden. Ab dem 12. Juli begann die Artillerie der 9. Armee auf Versammlungspunkte und Annäherungswege zu schießen, um diese alliierten Vorbereitungen möglichst zu verzögern.
Trotz Fochs Bemühungen, den Angriff geheim zu halten, hatte die deutsche Führung durch Deserteure bereits am 11. Juli Anhaltspunkte erhalten, die über große Truppenkonzentrationen im Forêt de Retz und über einen bevorstehenden Großangriff informierten. Um ihre Verteidigung südlich der Aisne zu verstärken, platzierten die Deutschen weitere Artillerie-Batterien im Sektor der 241. Division. Die 46. Reserve-Division wurde zur Verstärkung von der Gruppe Woyna (VII. Armeekorps) herangezogen. Die 14. Division wurde zur Unterstützung des XXXIX. Reservekorps nördlich der Aisne herangezogen und die 34. Division wurde zur Unterstützung der Gruppe Staabs südlich der Aisne in Reserve gebracht. Die 6. Division wurde zusätzlich an der Naht zwischen dem XXXIX. Reserve-Korps und dem XIII. Korps platziert. Als Reserve wurde die 47. Reserve- und die 28. Division hinter dem Abschnitt des XIII. Korps zusammengezogen. Schließlich wurde die Artillerie der 211. Division (vom VII. Korps) zur 28. Division übertragen.
Die Konzentration der OHL lag aber nach dem Willen des Generalstabschefs Ludendorff darin, den für 15. Juli entscheidenden Marneschutz-Reims Angriff planmäßig durchzuführen.
Am frühen Morgen des 15. Juli griffen drei deutsche Armeen an. 23 Divisionen der deutsche 1. und 3. Armee unter den Generalen Mudra und Einem griffen die französische 4. und 5. Armee beidseitig von Reims an, während weitere 17 Divisionen der 7. Armee gegen die französische 6. Armee (Degoutte) im Süden an der Marne angriff. Ludendorff wollte durch den beidseitigen Angriff bei Reims die französischen Streitkräfte spalten.

### Folgen der Marneschutz-Offensive

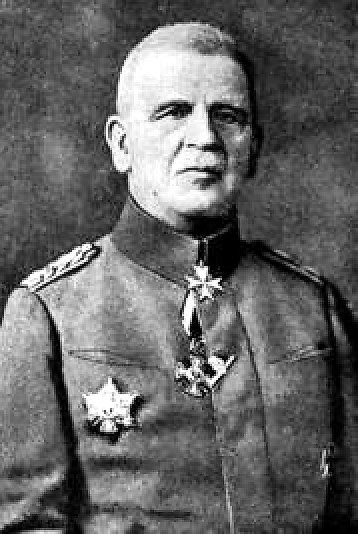
Generaloberst Max von Boehn

Der deutsche Angriff im östlichen Frontbogen nach Süden scheiterte am Widerstand der französischen 5. Armee (General Berthelot) und war bereits am ersten Tag um 11 Uhr festgelaufen. Die Offensive westlich von Reims war dagegen erfolgreicher: Es gelang Generaloberst Max von Boehn, dem Kommandeur der deutschen 7. Armee sieben Divisionen über die Marne zu bringen. Sie durchbrach den rechten Flügel der französische 6. Armee und konnte die Marne bei Dormans überbrücken, wobei auf 8 Kilometer Breite jenseits des Flusses ein Brückenkopf gebildet werden konnte. Entlang der Marne bei Chateau-Thierry gegenüber der 3. US-Division (General Joseph T. Dickman) waren die Deutschen nicht so erfolgreich. Obwohl dort einige alliierte Stellungen überwältigt wurden, wobei die Infanterie- und Maschinengewehr-Abteilungen zum Teil Verluste von 50 Prozent erlitten, konnte kein deutscher Soldat die Straße von Fossoy nach Crézancy überschreiten. Am 16. Juli konnte die deutsche 7. Armee ihren Angriff an der Marne nur noch auf der Strecke zwischen la Chapelle südlich und Marfaux nördlich des Flusses fortzuführen; dem XXIII. Reserve-Korps fiel dabei der Schutz der rechten Flanke zu.
Der Verlauf der Marneschlacht bot dann die Gelegenheit zur alliierten Gegenoffensive, welche die Bedrohung von Paris und der Eisenbahnlinie Paris-Nancy aufheben sollte. Die 1. US-Division wurde am 16. Juli im Forêt de Compiegne biwakiert und verbrachte den ganzen Tag im Wald, um den deutschen Flugzeugen verborgen zu bleiben. Die 2. Artillerie-Brigade der amerikanischen 2. Division war bereits in der Nacht vom 14. auf den 15. Juli nach Betz vorgezogen worden. Brigadegeneral Albert J. Bowley ging seiner Brigade nach Chantilly voraus, um sich mit General Mangin wegen des Einsatzes der amerikanischen Artillerie zu besprechen. Den Divisionszügen wurde befohlen, sich in der Nähe von Lizy-sur-Ourcq zu konzentrieren. Die amerikanische 2. Division war in Marcilly ankommen, ihre Truppen trafen am 17. Juli vormittags, 24 km von ihrer Angriffsposition entfernt, westlich des Forêt de Retz ein. Im Rahmen des XX. Korps war die dort stehende marokkanische 1. Division mit dem Gelände vertraut, ihre Aufgabe bestand darin, ihre Flanken zurückzunehmen, um rechts und links Platz für das Einrücken die beiden amerikanischen Divisionen zu schaffen.

## Angriffspläne der Alliierten

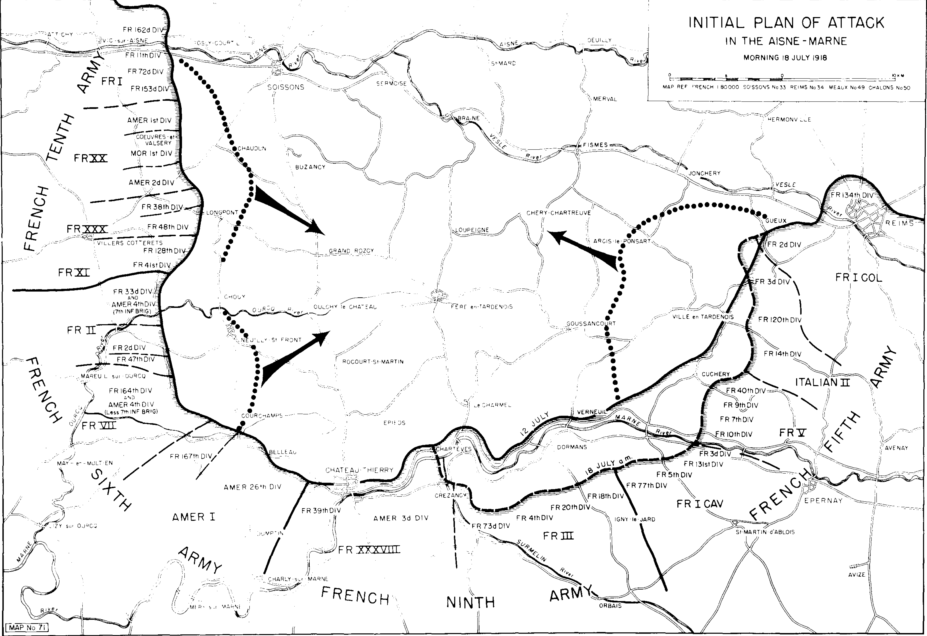
Ursprüngliche Angriffspläne der Alliierten

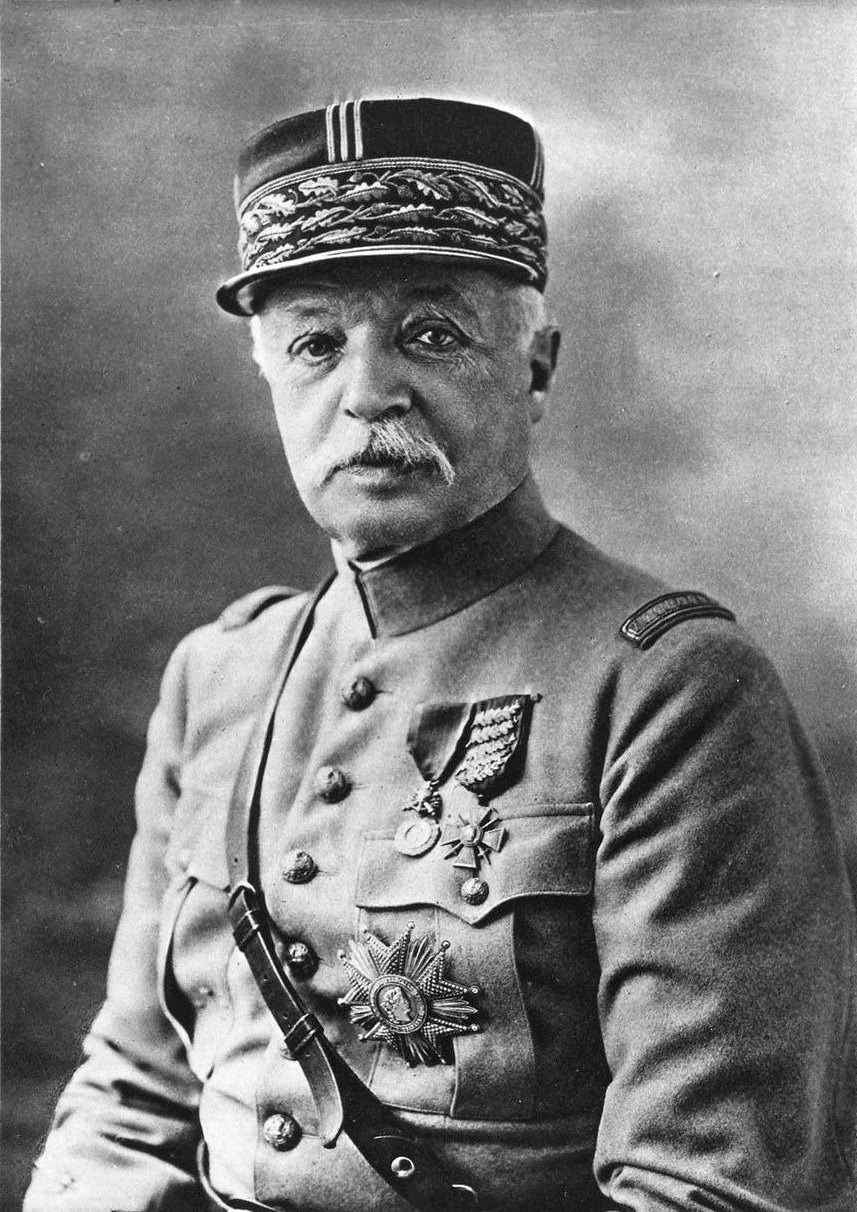
General Emile Fayolle

Mitte Juli 1918 gab es in Nordfrankreich 26 amerikanische Divisionen in verschiedener Bereitschaft, davon standen 7 ausgebildete Divisionen im Raum Villers-Cotterêts und an der Marne. 5 weitere Divisionen standen in französischen Sektoren südlich von Verdun und weitere 5 zwischen Ypern und Arras in britischen Sektoren. Der Rest befand sich noch in Ausbildung und Training. Die 1. und 2. Division waren nach ihren Einsätzen in Cantigny und der Schlacht um Belleau Wood verlegt werden. Beide Divisionen wurden Anfang Juli mit Truppen von der 41. US-Division auf volle Stärke gebracht. Am 12. Juli wurden die 1. und 2. US-Division dem neu gebildeten amerikanischen III. Corps (General Robert L. Bullard) zugeteilt, das der französischen 6. Armee unterstellt wurde.
Der französische Generalstabschef Pétain erteilte der Führung der Groupe d’Armées de Réserve (General Fayolle) und der Heeresgruppe des Zentrums die Anweisung, sich unverzüglich auf eine Offensive vorzubereiten und erklärte: „Der minimale Erfolg des Angriffs sollte darin bestehen, dem Feind die Nutzung des Nachschub-und Verkehrsknotens Soissons zu entziehen.“ Dies bedeutete den Einsatz der französischen 10. und 6. Armee gegen die Westflanke des Marne-Frontbogen. Die französische 10. Armee sollte den Hauptangriff gegen die Verbindungswege zwischen Soissons und der Marne führen. Zur Unterstützung des Hauptangriffs hatte auch die französische 6. Armee südlich des Flusses Ourcq anzugreifen, während an der Ostflanke die französische 5. Armee entlang beider Ufer der Marne und mit ihrer rechten Flanke auf den Höhen südlich des Flusses Vesle angreifen würde. Zumindest würden die Angriffe der 5. und 6. französischen Armee dazu führen, dass deutsche Reserven nicht gegen den Hauptangriff der 10. Armee (General Charles Mangin) geführt werden können. Am folgenden Tag erklärte Pétain, der Angriff sollte am Morgen des 18. Juli gestartet werden, während er die Notwendigkeit der Geheimhaltung betonte.
Fayolles Generalstabschef sandte am 14. Juli ein Telegramm, in dem die 1. und 2. amerikanische Division der französischen 10. Armee zugeteilt wurden. Fayolle selbst gab ein Memorandum heraus, in dem die gesamte Heeresgruppe der Reserve angewiesen wurde, niemandem zu vertrauen, von dem nicht persönlich bekannt ist, dass er zuverlässig ist, sich nur nachts zu bewegen, keine Feuer anzuzünden und alles und jeden Verdächtigen zu melden. Um die Deutschen hinsichtlich der wahren Absichten zu täuschen, entschied sich General Mangin, seine Artillerie in einer von den Deutschen als defensiv angesehenen Haltung weit entfernt von den deutschen Vorwärtsgebieten zu halten – in Reichweite der deutschen Front, aber nicht in der Lage, die Ankunft feindlicher Ersatz- oder Verstärkungskräfte zu verlangsamen.

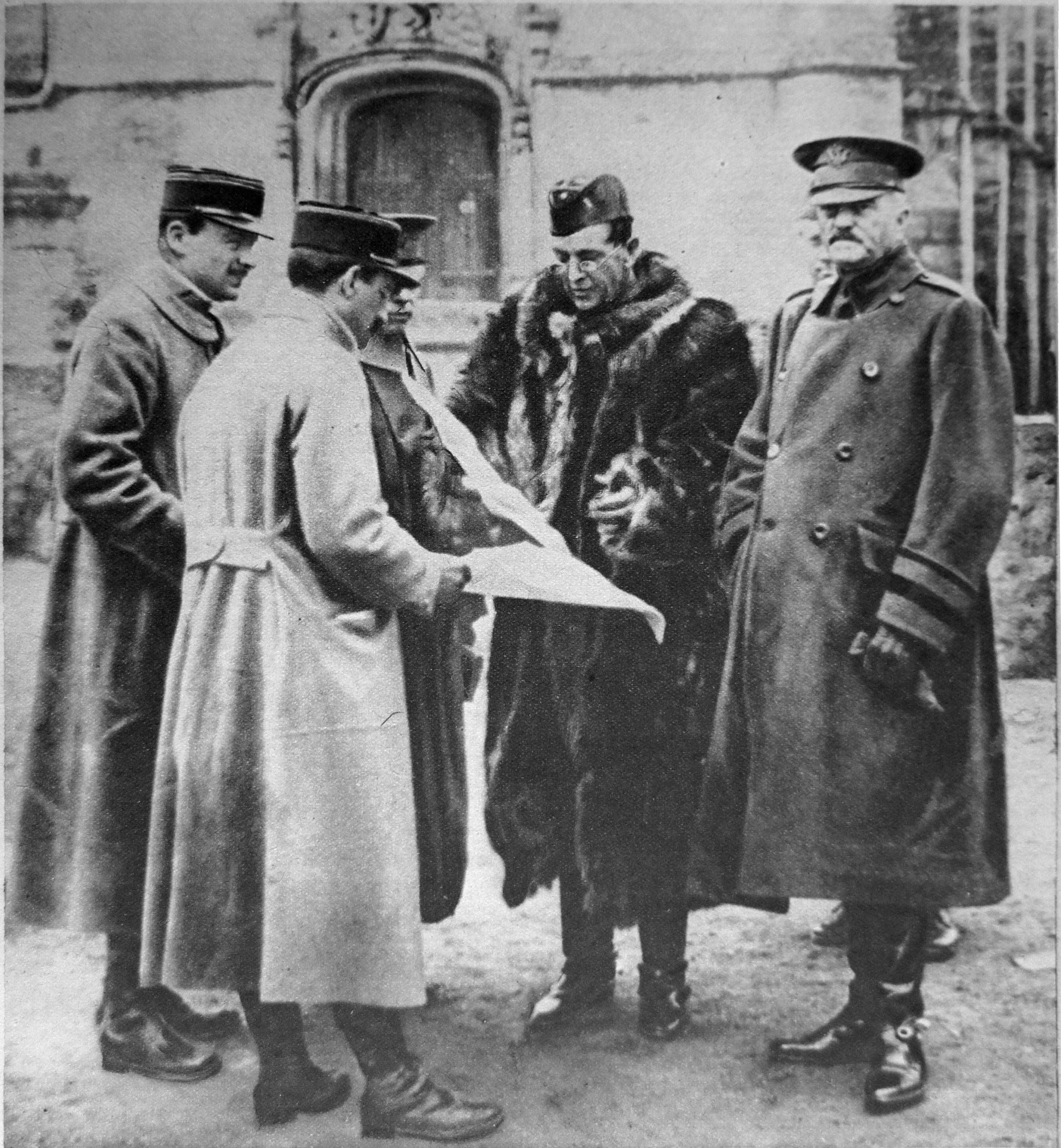
Die Generäle Pershing und Bullard (Mitte rechts) mit französischen Offizieren

Am 16. Juli um 11.00 Uhr schickte General Fayolle ein Telegramm an das französische Hauptquartier, in dem er erklärte, Mangin empfehle der französischen 10. Armee vor dem Angriff kein Sperrfeuer einzuleiten, um eine vollständige Überraschung des Gegners zu erzielen. Das Telegramm empfahl ferner, den folgenden Infanterieangriff um 4:35 Uhr hinter einem rollenden Sperrfeuer zu beginnen. Die französische 6. Armee im Süden benötigte aber aus taktischen Gründen ein sofortiges Vorbereitungsfeuer. General Fayolle überließ die Startzeit für Angriff dem Armeeführer General Jean-Marie Degoutte unter dem Vorbehalt, dass das Sperrfeuer dem Angriff nicht vorausgehen sollte. Am 17. Juli gegen Mittag genehmigte General Pétain die Anweisungen von General Fayolle und legte den 18. Juli als Angriffsdatum fest.
Am 17. Juli zog die 1. US-Division in das Gebiet nahe Mortefontaine vor und um 21.00 Uhr begannen sich die Truppen durch den Wald in ihre Ausgangsstellungen zu begeben. Am Abend zuvor traf der Kommandeur der 2. US-Division James Harbord und sein Stab im Hauptquartier des III. Corps in Taillefontaine am nördlichen Rand des Forêt de Retz ein. Hier verbrachten Harbord und sein Stabschef, Colonel Preston Brown, den Rest der Nacht damit, Karten zu studieren und den Angriff vorzubereiten.
Die deutsche 7. Armee kämpfte noch bis 17. Juli am südlichen Ufer der Marne zwischen Epernay und Chateau-Thierry. Generaloberst von Boehn warf 6 Divisionen in den 9 Meilen langen und 4 Meilen tiefen Brückenkopf, bevor die französische 9. Armee (de Mitry) diesen Vormarsch am 17. Juli stoppen konnte. Nachdem die Deutschen mit ihren Durchbruchsversuchen letztendlich scheiterten, genehmigte General Foch den Befehl zur Gegenoffensive. Die Stöße der Alliierten richteten sich insbesondere gegen den Abschnitt de deutschen VIII. und IV. Reservekorps. Während Harbords Besuchs bei General Berdoulat bot sich dessen Operationsoffizier an, die Kampfbefehle für die amerikanische 2. Division auszuarbeiten. Auch der Kommandeur der marokkanischen 1. Division, General Albert Daugan in Vivières legte den Amerikanern Kampfbefehle vor, die von Oberst Henri Giraud ausgearbeitet worden waren. Harbord lehnte beide Befehle ab und erklärte später: „Wenn ich einen dieser Befehle angenommen hätte und eine Katastrophe eingetreten wäre, wer dann wäre für meine Position eingetreten?“

### Letzte Vorbereitungen
In der Nacht vom 17./18. Juli 1918 standen die 10. und 6. französische Armee auf der Front von der Aisne bis zum Clignon-Bach in einer Gesamtausdehnung von 36 Kilometern zum Angriff bereit.
Östlich des Forêt de Retz in Richtung auf Soissons lag eine baumlose Ebene mit hüfthohen Weizenfeldern. Das Ziel der Alliierten, das 12 Kilometer entfernte Straßen- und Schienennetz abzuschneiden, das südlich von Soissons zur Marne verlief, war aufgrund des abfallenden Geländes nicht einsehbar. Durch diese Ebene zogen sich vier tiefe, sumpfige Senken zu den Dörfern Missy, Ploisy, Lechelle und Vierzy, die aus stabilem Mauerwerk gebaute Gebäude bestanden, welche dem Gegner gute Verteidigungsmöglichkeiten boten. Zwei für die deutschen Truppen wichtige Hauptverkehrswege sollten durch den Angriff unter Kontrolle gebracht werden: Die Straße Soissons-Château-Thierry verlief senkrecht zur Angriffslinie nach Süden und die Straße Soissons-Paris, die über Longpont direkt die Ausgangsstellungen der amerikanische 2. Division durchlief. Die alliierten Divisionen sollte diesen Hauptverkehrsweg nach Süden bei Noyant-et-Aconin und Oulchy-le-Château erreichen.
Die bei Soissons eingesetzte 2. Tank-Brigade unter Colonel Chedeville zählte insgesamt 478 Tanks, davon wurden bei der 10. Armee 324 und bei der 6. Armee 154 Tanks eingesetzt. Am Tag vor dem Angriff gab es innerhalb der französischen Streitkräfte insgesamt etwa 540 Tanks, die sich in drei Regimenter zu je drei leichten Abteilungen mit je 75 Renault FT-17 und einer Abteilung zu je 30 Schneider CA1 und St. Chamond gliederten, ferner fünf selbständige Abteilungen, die mittlere Fahrzeuge beider Typen umfassten. In Mangins Abschnitt konnten am 18. Juli wegen technischer Probleme aber nur 225 Tanks zum Einsatz gelangen.

## Die Schlacht von Soissons

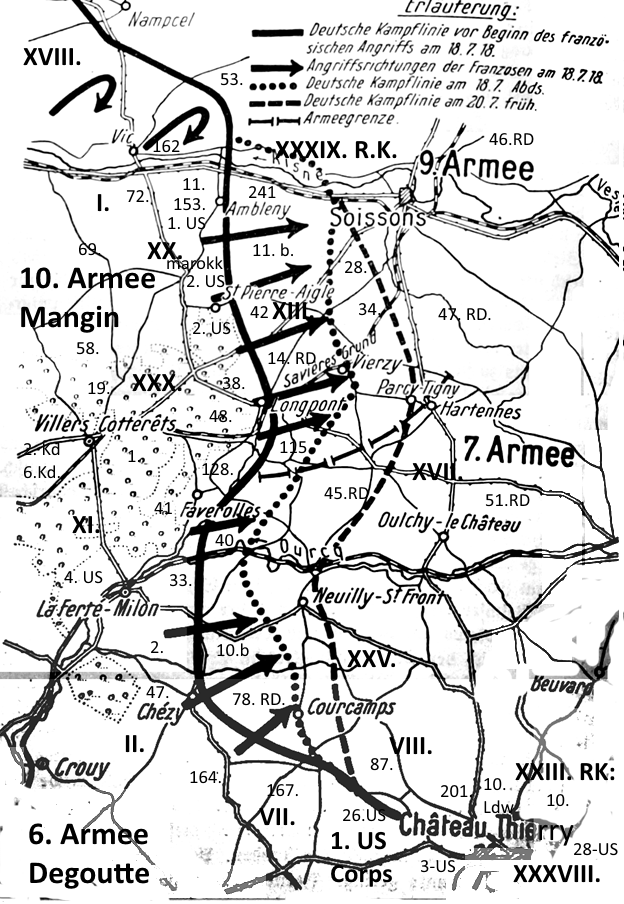
Gegenoffensive der französischen 10. Armee aus dem Wald von Villers-Cotterêts am 18. Juli 1918

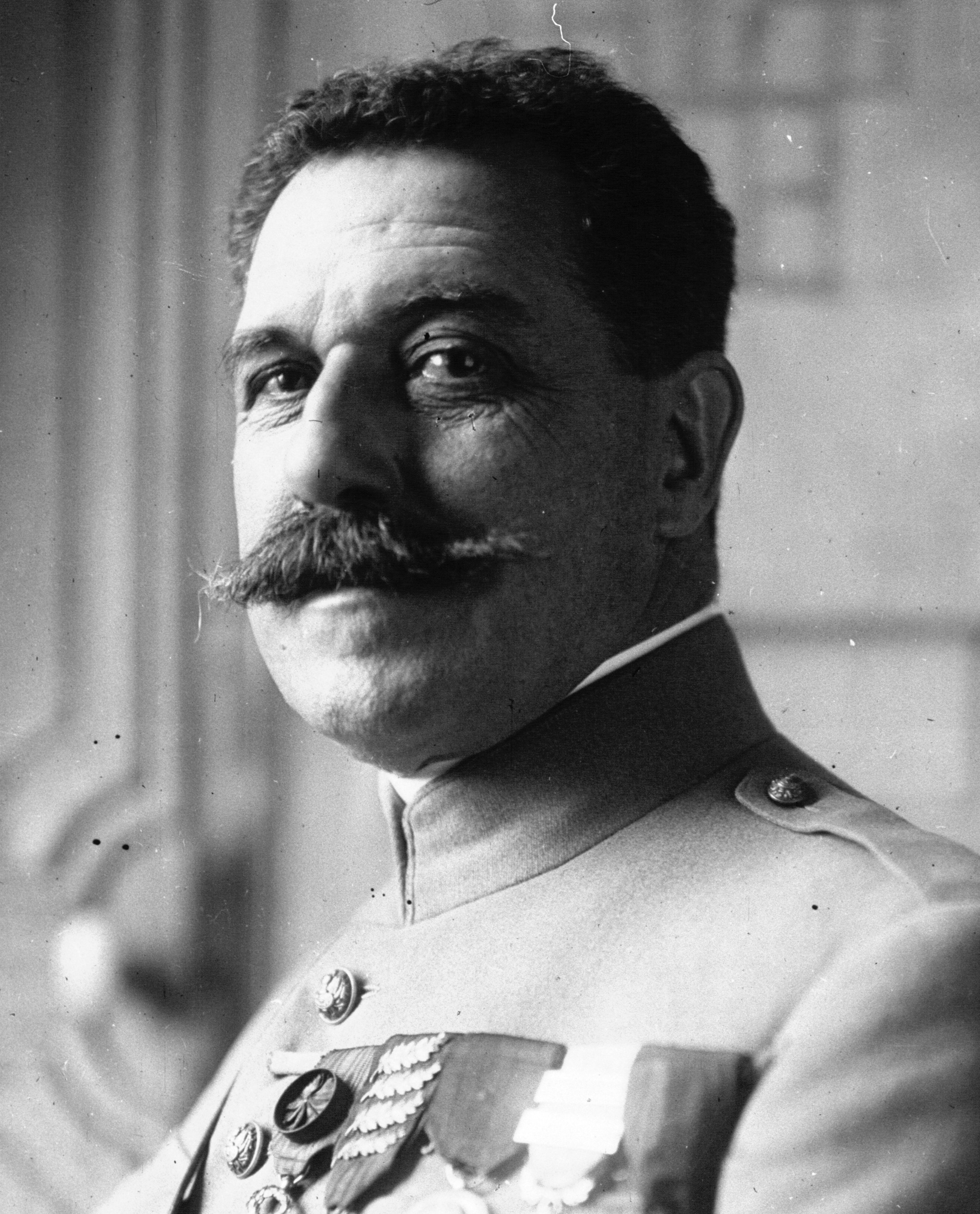
General Pierre Émile Berdoulat

Am Morgen des 18. Juli 1918, um 4.35 Uhr traten französische und amerikanische Truppen zwischen Fontenoy und Courchamps zur Gegenoffensive an. Die 10. Armee griff vom Westen gegen die deutsche 9. Armee an, 3 amerikanische, 16 französische Infanterie – und 3 Kavallerie-Divisionen wurden auf einem 24 km breiten Abschnitt eingesetzt. Die Artillerie umfasste 240 leichte- und 231 schwere Batterien mit etwa 1500 Geschützen, zum Erringen der Lufthoheit wurden 581 Flugzeuge und zur Unterstützung der Bodentruppen 375 Tanks eingesetzt. Innerhalb der 10. Armee lag der Hauptschlag beim XX. Korps (General Pierre Émile Berdoulat), dem mit starker amerikanischer Truppenbeteiligung die Wegnahme des Höhenplateaus von Chaudun zufiel. Das Korps verfügte dazu über die marokkanische 1. Division (General Albert Daugan) und die 1. und 2. US-Division. Als Reserve war diesem Abschnitt im Hinterland zur Ausweitung des Durchbruchs die 19., 58., 69. Division und das 2. Kavalleriekorps (General Félix Adolphe Robillot) bereitgestellt worden. Am linken Flügel der 10. Armee blieb das I. Korps (General Gustave Paul Lacapelle) vorerst im Norden mit der 162, 72. und 153. Division in Verteidigung, während Mitte (XXX. Korps) und rechter Flügel (XI. Korps) aus dem Wald von Villers-Cotterêts angriffen. Die südliche Flanke der Armee Mangin zwischen Ourcq und Alland-Bach deckte das II. Korps (General Edme Philipot mit der 33., 2. und 47. Division), welcher als linker Flügel der französischen 6. Armee (Degoutte) gegenüber dem deutschen XXV. Reserve-Korps des Generals von Winckler aufmarschierte.

### 18. Juli

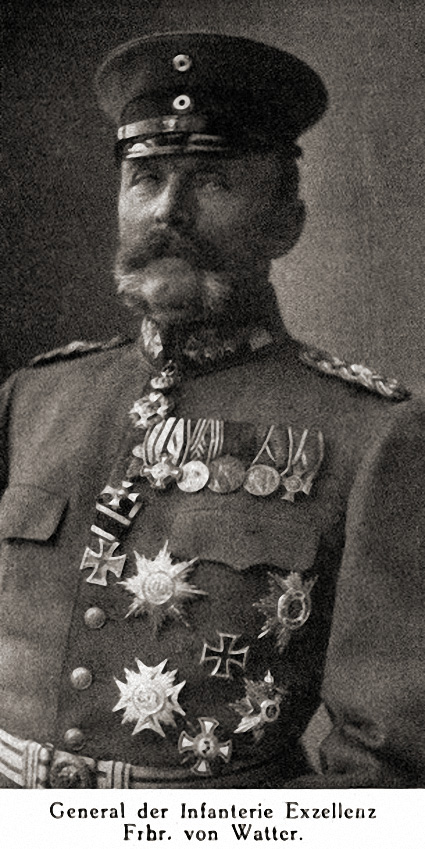
Theodor von Watter, Kdr. Gen. XIII. A.K.

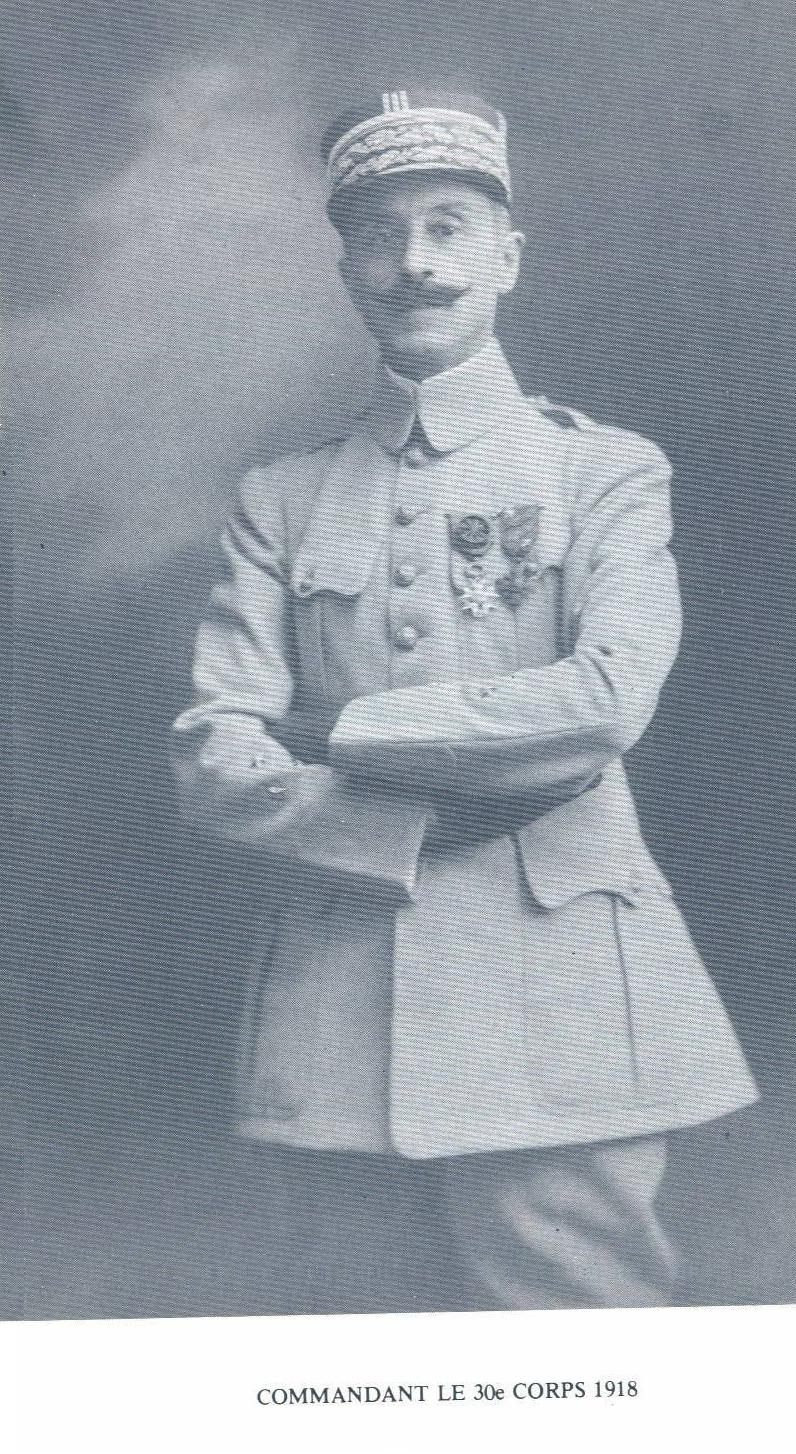
General Hippolyte-Alphonse Penet

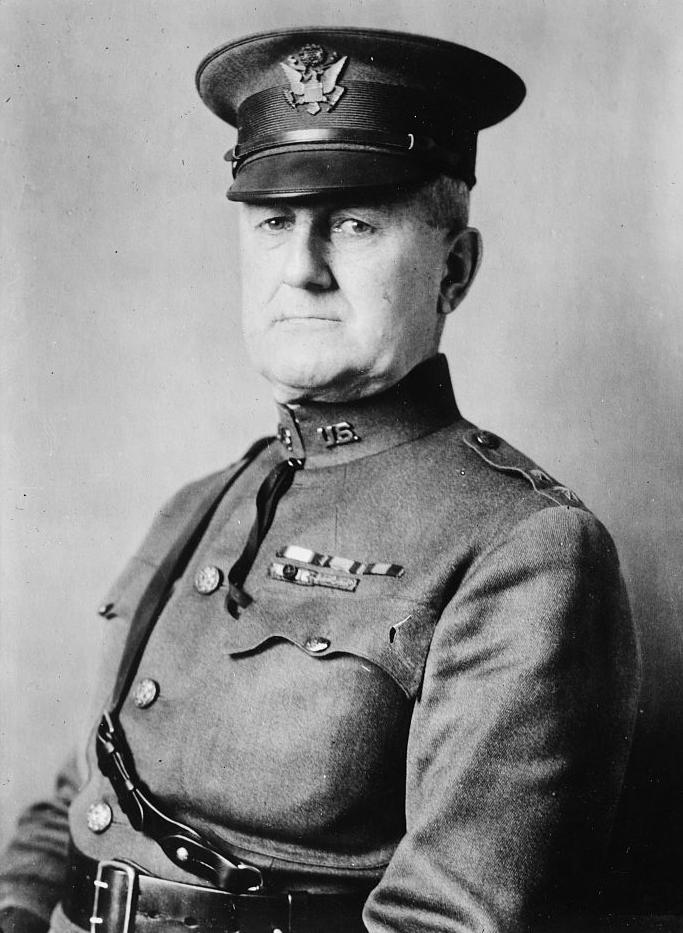
Generalmajor James Harbord, GOC 2nd US-Division

Am 18. Juli um 4:45 Uhr morgens starteten die Truppen des französischen XX. Korps aus der Linie Coevres – Saint-Pierre-Aigle den Hauptangriff in Richtung auf Chaudun und Missy-aux-Bois. Die 1. US-Division (Generalmajor Charles P. Summerall) wurde dabei durch 48 französische Schneider-Tanks unterstützt. Die 1. marokkanische Division (General Albert Daugan) griff bei St. Pierre-Aigle an, an der linken Flanke deckte das 18. US-Regiment der 1. US-Division und die rechte Flanke das 5. Marine-Regiment der 2. US-Division. Die marokkanische Division war eine von nur drei französischen Divisionen, die noch aus 12 Bataillonen bestand und kämpfte seit Mai am gleichen Gelände. Rechts davon aus dem Forêt de Retz griff das französische XXX. Korps (General Hippolyte-Alphonse Penet) mit der 38. und 48. Division beidseitig von Longpont gegen die deutsche 14. Reserve-Division (Generalleutnant Robert Loeb) an. Das französische XI. Korps (General Marie Léon Prax) griff südlich davon mit der 5., 41. und 128. Division die Stellungen der deutschen 115. Infanterie-Division (Generalmajor Friedrich Kundt) an.
Ein erstes großes Hindernis für die 1. US-Division lag direkt auf dem Vormarschweg der 2. Brigade. Die Kämpfe um die kilometerweite Missy-Schlucht waren schwierig, hier hatte die bayerische 11. Division (Generalleutnant von Kneußl) eine große Anzahl von Maschinengewehren und kleine Geschütze zur Abwehr postiert. Das 2. Bataillon des 28. Infanterieregiments unter Major Clarence R. Huebner verlor bei zwei erfolglosen Angriffen durch die Schlucht von Missy etwa 50 Prozent ihrer Kampftruppen. Der Erfolg ermöglichte es aber der 1. Brigade, schneller voranzukommen, bis sie selbst in der Chazelle-Schlucht 4,0 km weiter östlich gestoppt wurde. Die 2. Brigade konnte sich 2,7 km durch die Missy-Schlucht zur Senke nach Ploisy vorkämpfen.
Die 2. US-Division (Generalmajor Harbord) kämpfte sich derweil mit zwei Kolonnen durch die Vierzy-Schlucht, während die marokkanische 1. Division durch die Chazelle-Léchelle-Schlucht vorrückte.
Die französische 153. Division (General Fernand Jules Goubeau) war aber mit ihrem rechten Flügel an deutschen Verschanzungen festgelaufen, die das südwestlich von Vauxbuin verlaufende Plateau dominierten. Trotz verzweifelten Widerstandes wurden die deutschen Truppen zurückgedrängt und die erzielten Geländegewinne gesichert. Um 11:00 Uhr bat Oberst C. S. Babcock, Kommandeur des 28. US-Infanterieregiments, dem Kommandeur der französischen 153. Division um die Rückführung des 2. Bataillons in den eigenen Sektor. Die Verteidigungsposition bei Vauxbuin und die Hinhaltung der Franzosen ermöglichte es den Deutschen, die jetzt offene Flanke des 28. Infanterieregiments unter Beschuss zu nehmen. Nachdem das Generalkommando des deutschen XIII. Korps mit dem stärksten alliierten Angriff konfrontiert wurde, war es auch das erste, das vom Armeeoberkommando 9 verstärkt wurde, zunächst durch eine Brigade und später am Tag durch drei weitere Brigaden. Schweres deutsches Artillerie- und Maschinengewehrfeuer stoppte Elemente der 1. US-Division und der marokkanischen Division kurz vor den Schluchten von Chazelle und Ploisy und blockierte den weiteren Vormarsch. Die französische 153. Division konnte schließlich nach Saconin-et-Breuil durchbrechen und sandte das angeforderte Bataillon ab, um die Amerikaner zu entlasten. Das gesamte 2. Bataillon stand um 14:00 Uhr wieder in der Angriffszone des 28. Infanterieregiment. Das benachbarte 26. Infanterieregiment hatte sein erstes angestrebtes Angriffsziel um 5.30 Uhr erreicht und blieb auf halbem Weg nach Missy-aux-Bois stehen.
Die 1. marokkanische Division griff derweil gegen Villemontoire an. Die angegriffene Front der deutschen 241. Division (Generalleutnant August Forthmüller) wurde im Süden aufgerollt, am linken Flügel der Gruppe Staabs (Gen. Kdo. XXXIX. Res.K.) klaffte eine Frontlücke. Die Front der 11. bayerischen Division hielt noch stand, aber der rechte Flügel der Gruppe Watter (Gen. Kdo. XIII. A.K.), die 14. Reserve- und 42. Division waren bereits auf Chaudun zurückgedrängt worden. Durch die jetzt offene Nordflanke war auch die Front der östlich Ancienville verteidigenden 40. Division der Gruppe Winckler (Gen. Kdo. XXV. R.K.) nicht mehr zu halten. Die in dieser Frontlücke zum Gegenangriff bestimmte neu eingesetzte Gruppe Etzel (Gen. Kdo. XVII. A.K. mit der 51. und 45. Reserve-Division) wurde die Führung zwischen den Gruppen Watter und Winckler anvertraut.
Um 17:30 Uhr eroberten Teile der 1. Division den Ort Ploisy und rückten östlich der Stadt durch die Chazelle-Schlucht vor. Um 18:00 Uhr griff die deutsche 20. Division die linke Flanke der 2. Division an und versuchte vergeblich den tagsüber verlorenen Boden wieder zugewinnen. Obwohl die 1. und 2. US-Division aufgrund der besonderen Bedeutung ihres Angriffs die größte Aufmerksamkeit auf sich zog, waren sie nicht die einzigen amerikanischen Divisionen, die an der Offensive vom 18. Juli teilnahmen. Etwas südlicher im Abschnitt des französischen II. Korps war die 4. US-Division (Major General George H. Cameron) auf die französischen Angriffstruppen aufgeteilt worden und diente als Reserve, bis auch sie ab 22. Juli am Angriff im Marnebogen teilnahm.

### 19. Juli

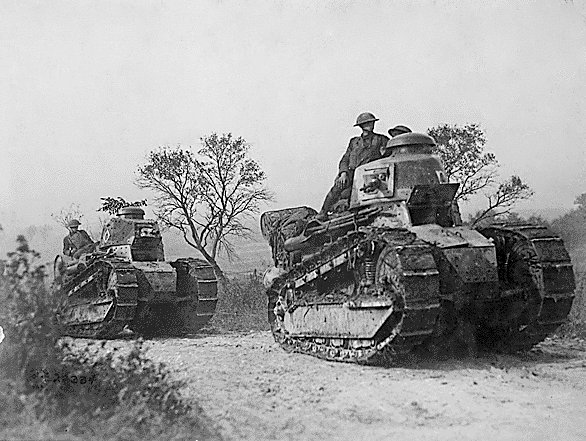
Amerikanische Truppen beim Vorstoß auf französischen Renault Tanks

Am 19. Juli um 4:00 Uhr nahm die 1. US-Division den Angriff in Richtung auf Buzancy und Berzy-le-Sec wieder auf. Dieser Angriff begann ohne vorbereitendes Artilleriefeuer aber mit starken Sperrfeuer und mit Panzerunterstützung. Die angegriffene Front der deutschen 241. Division wurde aufgerollt, am linken Flügel der Gruppe Staabs (Gen. Kdo. XXXIX. Res.K.) klaffte eine Frontlücke. Der Schwerpunkt der alliierten Angriffe hatte sich aber wiederum gegen die Gruppe Watter gerichtet, die Höhen um Buzancy und östlich von Villemontoire wurden heftig angegriffen. Bei Buzancy wurde die aus der Reserve eingetroffene deutsche 20. Division bei Villemontoire zum Gegenangriff angesetzt, der nachmittags anlief. Im Sektor der 2. US-Division befahl Harbord dem 6. Marine Regiment (Oberstleutnant Harry Lee) den Angriff fortzusetzen. Die anderen drei Regimenter der Division waren zu erschöpft, um an weiteren Angriffen teilzunehmen. Als der Angriff des 6. Regiments um 9:00 Uhr begann, zogen die begleitenden französischen Tanks das deutsche Artilleriefeuer auf sich, was dazu führte, dass etwa ein Drittel der Panzertruppe außer Gefecht gesetzt wurde. Gegen Mittag war die 2. Division über Parcy-et-Tigny nach La Râperie vorgerückt. Die Verluste der Marines waren während des Vormarsches waren mit 1145 Mann extrem hoch.
Das französische 2. Korps nahm am 19. Juli im Kampf mit der 10. bayerischen Division Neuilly-Saint-Front ein. Südlich davon konnten die Franzosen der Gruppe Etzel die Orte Saint Remy und Billy entreißen. Die 1. marokkanische Division und das 6. Regiment schlugen einen weiteren deutschen Gegenangriff westlich von Villemontoire zurück.
Am Abend musste General Staabs mit seinen Divisionen auf Soissons zurückgehen, nördlich der Aisne erfolgte der engere Anschluss an die dort verteidigende Gruppe Hofmann (Gen. Kdo. XXXVIII. Res. Korps). Das französische 2. Korps nahm am 19. Juli im Kampf mit der bayerischen Division Neuilly-Saint-Front ein.
Die 1. US-Division hatte seit ihrer Feuertaufe bereits Verluste von 7000 Mann, 60 % Prozent der Infanterieoffiziere wurden getötet oder verwundet. Sie war während vier Tagen ständiger Kämpfe 11 Kilometer vorgerückt und hatte Berzy-le-Sec sowie die Höhen südwestlich von Soissons besetzt. Sie brachte dabei rund 3500 Gefangene und 68 Feldgeschütze von sieben verschiedenen deutschen Divisionen ein.
Die 2. US-Division rückte in den ersten 26 Stunden 8 Kilometer vor und stand am Ende des zweiten Tages gegenüber von Tigny. Sie brachte neben viel Kriegsmaterial etwa 3000 Gefangene ein, 2 Batterien mit 150-mm-Kanonen, 66 leichte Kanonen und 15.000 Schuss 77-mm-Munition.
Die französische 58. Division begann die 2. Division am Abend des 19. bis 20. Juli abzulösen und übernahm am nächsten Nachmittag deren Front vollständig. Die 2. Division hatte zwischen dem 18. und 20. Juli 4135 Mann an Verlusten, darunter über 700 Tote. Harbord war überzeugt, dass der Vorstoß trotz der hohen Verluste einen äußerst wichtigen Beitrag zum Sieg der Alliierten erbracht hatte. Er schrieb in seinen Memoiren, dass sich die Erfolge der 2. Division in Soissons gelohnt hätten, „selbst wenn jedes Mitglied der Division vom kommandierenden General bis zum letzten vorhandenen Ersatz gefallen wäre.“ Die 2. Division wurde nach Pierrefonds und Taillefontaine in der Reserve der 10. Armee zurückgezogen. Der Angriff des 6. Regiments am 19. Juli war besonders verlustreich gewesen. Die Einheit erlitt die höchste Anzahl an Opfern aller Einheiten in der 2. Division, die in die Offensive verwickelt waren, was zum großen Teil auf das genaue deutsche Artilleriefeuer zurückzuführen war.

### 20. Juli
Wegen der Gefahr der Abschneidung der sechs Divisionen, die sich noch im südlichen Marnebogen befanden, befahl Ludendorff am 20. Juli den allgemeinen deutschen Rückzug der 7. Armee aus dem Frontvorsprung. Die südlichen Gruppen Conta und Wichura kämpfte hartnäckig darum, eine Einkesselung ihrer Truppen südlich der Marne zu verhindern.
Nach der Ablösung der 2. US-Division, verblieb die 1. Division noch in Linie und befahl, den Vormarsch am nächsten Tag fortzusetzen. Das XX. Korps passte die Divisionsgrenzen am 20. Juli um 2:30 Uhr an und legte den Hof La Folie östlich von Buzancy als neues Angriffsziel der 1. Division fest. Ab 14:00, nach zwei Stunden Artillerievorbereitung, machten die amerikanischen Angriffe Fortschritte, bevor sie vor Berzy-le-Sec wieder ins Stocken gerieten.
Das XX. Korps befahl am 21. Juli einen neuerlichen Angriff, aber zu diesem Zeitpunkt waren die Einheiten der 1. US-Division bereits derart mit französischen Einheiten vermischt, dass die weitere Organisation weitgehend improvisiert werden musste. Das 28. Infanterieregiment hatte zwar um 10:15 die Kontrolle über Berzy-le-Sec erlangt, aber im Laufe des Tages geriet die gesamte 1. Division unter schweres Artillerie- und Maschinengewehrfeuer und musste einen deutschen Gegenangriff abwehren.
Am Abend des 21. Juli hatte sich die 1. US-Division auf der Straße Soissons-Château-Thierry eine feste Position am Stadtrand von Buzancy gesichert.
In der Nacht vom 22. auf 23. Juli wurde die 1. US-Division dann mehrere Tage von der schottischen 15. Division abgelöst. In vier Kampftagen war die 1. Division 11 Kilometer tief vorgestoßen, hatte aber dabei 6870 Mann (darunter 1500 Tote) verloren.

## Folgen

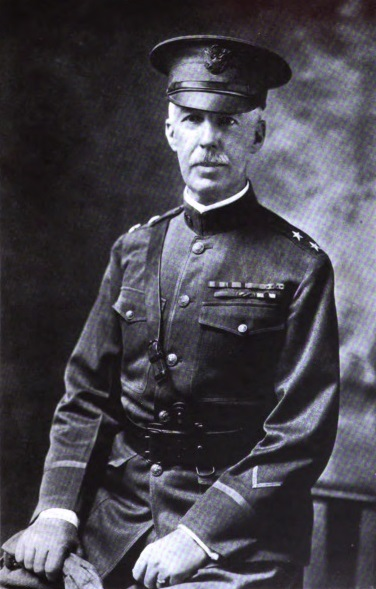
Generalmajor George H. Cameron, GOC 4th US-Division

Östlich von Chateau-Thierry und südlich der Marne erhielt die 3rd Division (Generalmajor Joseph T. Dickman) am 20. Juli den Befehl sich dem Gegenangriff anzuschließen. Sie war bis zum 22. über die Marne gekommen, wegen des deutschen Abzuges ohne auf ernsthaften Widerstand zu stoßen. Das Ziel des amerikanischen Angriffes, die Stadt Soissons wurde zwar schon am 21. Juli nach dem deutschen Rückzug erreicht, fiel aber erst am 2. August in die Hände der Alliierten. Am 3. August bezogen die Truppen der zurückgewichenen deutschen 7. Armee ihre alten Positionen entlang der Aisne und Vesle, die sie vorerst gegen weitere alliierte Angriffe halten konnten. Die in dieser Schlacht getrennt eingesetzten Regimenter der 4. US-Division (Generalmajor George H. Cameron) wurde wieder vereinigt und löste die 42. US-Division am 2. August im Raum Fère-en-Tardenois ab. Die vorne eingesetzte 42. US-Division hatte bei der Verfolgung zur Vesle alleine rund 5500 Offiziere und Männer verloren.
An der Rückeroberung des Marne-Frontbogens waren bis Anfang August insgesamt etwa 250.000 US-amerikanische Soldaten mit 7 Divisionen und 2 Korpskommandos (I Corps und III Corps) beteiligt.
Drei amerikanische Divisionen die 3., 28. und 42. standen den Deutschen neben der 4. Division, in enger Anlehnung an die 26. und 32. gegenüber und bereiteten sich auf den weiteren Vormarsch über die Flüsse Vesle und Aisne vor. Am 5. August wurde die gesamte Front der französischen 6. Armee im Wesentlichen bereits von zwei amerikanischen Korps gehalten. Am 6. August wurde die alliierte Gegenoffensive am Aisne-Abschnitt vorerst eingestellt.
Das Ergebnis dieser Gegenoffensive war von entscheidender Bedeutung, das Kriegsgeschehen wendete sich zugunsten der Alliierten und blieb bis zum Schluss des Krieges in deren Händen. Nach dem Krieg wurde in den Jahren zwischen 1930 und 1932 zum Gedenken des Sieges das Amerikanische Ehrenmal Château-Thierry errichtet.